# Bonsè
Bonsè est une localité située dans le département de Koumbia de la province du Tuy dans la région Hauts-Bassins au Burkina Faso.

## Géographie
La commune se trouve à 3 km à l'est de Pê.

## Éducation et santé
Le centre de soins le plus proche de Bonsè est le centre de santé et de promotion sociale (CSPS) de Pê tandis que le centre médical avec antenne chirurgicale (CMA) se trouve à Houndé.
Le village possède une école primaire publique.